# Leopoldamys edwardsi
Leopoldamys edwardsi — вид пацюків (Rattini) з південно-східної Азії.

## Морфологічна характеристика
Довжина голови й тулуба від 210 до 290 мм, довжина хвоста від 300 до 390 мм, довжина лапи від 45 до 55 мм, довжина вуха вух від 25 до 32 мм, вага до 480 грамів. Шерсть коротка і гладка. Верх від коричневого до сірувато-коричневого. Черевні частини білі. Лінія поділу вздовж флангів чітка. Вуха великі. Зовнішня сторона ніг біло-бура. Хвіст значно довший від голови і тулуба, верх коричневий, низ кремово-білий.

## Поширення й екологія
Вид із південно-східної і південної Азії (Китай, Індія, Лаос, Малайзія, М'янма, Таїланд, В'єтнам). Зафіксований від приблизно рівня моря до 1400 м над рівнем моря. Цей переважно наземний великий вид проживає як у первинних, так і у вторинних із закритим пологом вологих низинних вічнозелених і гірських лісах. Він був зафіксований на узліссі, і його можна знайти в порушених місцях існування поблизу лісистих районів. Зазвичай він зустрічається на більших висотах, ніж Leopoldamys sabanus, де вони симпатичні. Живе в норах на лісовій підстилці і був зафіксований всередині порожнистих колод.

## Загрози й охорона
Здається, немає серйозних загроз для цього виду. На нього полюють, але малоймовірно, що це спричинить скорочення популяції. У Південній Азії на цей вид може вплинути втрата середовища проживання. Ймовірно, він присутній у багатьох заповідних територіях.